# Confessions d'un automate mangeur d'opium
Confessions d'un automate mangeur d'opium est un roman de genre steampunk écrit par Fabrice Colin et Mathieu Gaborit. 
Le roman a remporté le Prix Bob-Morane 2000 du meilleur roman francophone.

## Publications
Le roman est publié en 1999 chez Mnémos, chez qui il est le numéro 4 de la collection Icares. Il a été édité en format poche par les éditions du Serpent à plumes (voir Le Rocher (éditions)).
Le titre de ce livre fait sans doute référence au titre d'un livre de 1822 : Confessions d'un mangeur d'opium anglais de Thomas de Quincey.